# Dactylorhiza daunia
Dactylorhiza daunia là một loài thực vật có hoa trong họ Lan. Loài này được W.Rossi & al. mô tả khoa học đầu tiên năm 1995.